# Vestalis smaragdina
Vestalis smaragdina är en trollsländeart som beskrevs av Selys 1879. Vestalis smaragdina ingår i släktet Vestalis och familjen jungfrusländor. Inga underarter finns listade i Catalogue of Life.